# العقيلة (محافظة الحناكية)
العقيلة قرية من قرى محافظة الحناكية في منطقة المدينة المنورة في السعودية، تقع شرق المدينة المنورة 

## التاريخ
هي قرية من قرى محافظة الحناكية.وأول من استوطنها العياضات من البدارين من بني عمرو من حرب وتبعد عن محافظة الحناكية 35 كم.وتقع حصاة ابن صوت أحد أطباء قبيلة حرب في عقيلة العياضات يمين القادم للمدينة من الطريق القديم تتمركز في وادي الشقرة الذي يقع بين الصويدرة والحناكية والذي يبعد عن المدينة المنورة قرابة الـ 80 كم يكثر في الوادي شجر الدوم وأنواع أخرى من الشجر.

## الموقع الجغرافي
تقع شرق منطقة المدينة المنورة بحوالي وتبعد 90 كم .
وهي تابعة لمحافظة الحناكية.

## المناخ
تتميز المدينة المنورة بمناخ جاف، إذ يسود بها المناخ الصحراوي، والذي يتميز بالجفاف وقلة سقوط الأمطار، ودرجات حرارة عالية تتراوح بين 30° و45° مئوية في فصل الصيف،[55] أما في فصل الشتاء فيكون الجو ممطراً، ويكثر هطول المطر